# بل ۴۲۹ گلوبال‌رنجر
بل ۴۲۹ گلوبال‌رنجر (به انگلیسی: Bell 429 GlobalRanger) یک بالگرد چند منظوره ساختِ کمپانی هوا و فضا  بل در ایالات متحده آمریکا  است که در کارخانه های تولیدی واقع در کشور کانادا که مختص به تولید بالگردهای غیرنظامی میباشد در سال۲۰۰۷ ساخته شد. نخستین استفاده‌کنندهٔ این بالگرد نیروی دریایی سلطنتی استرالیا بوده‌است. این بالگرد برای نخستین بار در ۲۷ فوریه ۲۰۰۷ میلادی مورد استفاده قرار گرفت.